# 石川大徳
石川 大徳（いしかわ ひろのり、1988年1月6日 - ）は、日本の元プロサッカー選手。東京都江戸川区出身。流通経済大学卒業。

## 人物
自らを「○○のエクスプレス」（○○には所属クラブが入る） と称する快足と、豊富な運動量を武器にする、左右どちらもできるアウトサイドのスペシャリスト。足立修曰く、2009年度大学No.1サイドバック。

## 来歴
フレンドリーSCで4、5歳からサッカーを始める。小学校高学年からDFとしてプレーした。中学3年時に兄の高大が通うFC東京U-18に練習参加している。
2003年、流経大柏高校に入学。同級生に林彰洋・千明聖典・長谷川悠。1年次からサイドバックにコンバートされた。本田裕一郎から指導を受け、3年次に同校の高校選手権初出場に貢献した。高校卒業後はサッカーを辞めるつもりだったが、流通経済大学の中野雄二監督からスカウトされ考えを改める。
2006年、流通経済大学に入学。同級生に林・千明・宇賀神友弥・金久保順・船山貴之。大学1年時からJFLに出場。大学3年時の2008年、全日本大学選抜に選出される。同年には特別指定選手として水戸ホーリーホックに登録され、1試合出場。大学4年時2009年の天皇杯でガンバ大阪と対戦している。その活躍から川崎フロンターレ、ロアッソ熊本、水戸、広島で争奪戦となった。
2010年、サンフレッチェ広島と契約、同期に大﨑淳矢。ミハエル・ミキッチの控えとして試合出場を重ねている。公式戦初ゴールは2012年11月24日広島のリーグ初優勝を決めた試合で決めている。翌2013年、序盤はミキッチとファン・ソッコの怪我により右アウトサイドとして出場を増やしたが、途中自身の怪我により出場機会が減っていった。
同2013年8月、出場機会を求めてベガルタ仙台へ期限付き移籍。2014年は、移籍期間を延長して仙台に残留。
2015年、大分トリニータへ期限付き移籍。大分では17試合終了時点で2試合しか出場できず、プレー合計時間は22分であった。同年6月10日に水戸ホーリーホックに期限付き移籍する事が発表された。尚移籍元は引き続き広島のままであり、6月16日から水戸に加入する。又、登録ウィンドーの関係上試合に出場可能なのは7月10日以降となる。特別指定選手として在籍してた2008年以来7年振りの水戸でのプレーとなる。
2016年1月、ザスパクサツ群馬へ移籍するも、同年限りで引退。代理人業に転身する。

## 個人成績
| 国内大会個人成績 | 国内大会個人成績 | 国内大会個人成績 | 国内大会個人成績 | 国内大会個人成績 | 国内大会個人成績 | 国内大会個人成績 | 国内大会個人成績 | 国内大会個人成績 | 国内大会個人成績 | 国内大会個人成績 | 国内大会個人成績 |
| 年度             | クラブ           | 背番号           | リーグ           | リーグ戦         | リーグ戦         | リーグ杯         | リーグ杯         | オープン杯       | オープン杯       | 期間通算         | 期間通算         |
| 年度             | クラブ           | 背番号           | リーグ           | 出場             | 得点             | 出場             | 得点             | 出場             | 得点             | 出場             | 得点             |
| 日本             | 日本             | 日本             | 日本             | リーグ戦         | リーグ戦         | リーグ杯         | リーグ杯         | 天皇杯           | 天皇杯           | 期間通算         | 期間通算         |
| ---------------- | ---------------- | ---------------- | ---------------- | ---------------- | ---------------- | ---------------- | ---------------- | ---------------- | ---------------- | ---------------- | ---------------- |
| 2006             | 流経大           | -                | JFL              | 20               | 0                | -                | -                | 0                | 0                | 20               | 0                |
| 2007             | 流経大           | 27               | JFL              | 17               | 0                | -                | -                | 0                | 0                | 17               | 0                |
| 2008             | 流経大           | 27               | JFL              | 17               | 1                | -                | -                | 0                | 0                | 17               | 1                |
| 2008             | 水戸             | 34               | J2               | 1                | 0                | -                | -                | -                | -                | 1                | 0                |
| 2009             | 流経大           | 2                | JFL              | 10               | 1                | -                | -                | 2                | 0                | 12               | 1                |
| 2010             | 広島             | 23               | J1               | 1                | 0                | 0                | 0                | 1                | 0                | 2                | 0                |
| 2011             | 広島             | 20               | J1               | 11               | 0                | 2                | 0                | 1                | 0                | 14               | 0                |
| 2012             | 広島             | 20               | J1               | 20               | 1                | 6                | 0                | 1                | 0                | 27               | 1                |
| 2013             | 広島             | 20               | J1               | 3                | 0                | 0                | 0                | -                | -                | 0                | 0                |
| 2013             | 仙台             | 33               | J1               | 8                | 1                | -                | -                | 1                | 0                | 9                | 1                |
| 2014             | 仙台             | 33               | J1               | 2                | 0                | 1                | 0                | 0                | 0                | 3                | 0                |
| 2015             | 大分             | 23               | J2               | 2                | 0                | -                | -                | -                | -                | 2                | 0                |
| 2015             | 水戸             | 33               | J2               | 14               | 0                | -                | -                | 2                | 0                | 16               | 0                |
| 2016             | 群馬             | 20               | J2               | 5                | 0                | -                | -                | -                | -                | 5                | 0                |
| 2016             | 相模原           | 24               | J3               | 6                | 0                | -                | -                |                  |                  |                  |                  |
| 通算             | 日本             | 日本             | J1               | 45               | 2                | 9                | 0                | 4                | 0                | 58               | 2                |
| 通算             | 日本             | 日本             | J2               | 22               | 0                | -                | -                | 2                | 0                | 19               | 0                |
| 通算             | 日本             | 日本             | J3               | 6                | 0                | -                | -                |                  |                  |                  |                  |
| 通算             | 日本             | 日本             | JFL              | 64               | 2                | -                | -                | 2                | 0                | 71               | 2                |
| 総通算           | 総通算           | 総通算           | 総通算           | 137              | 4                | 9                | 0                | 8                | 0                | 154              | 4                |

- 2008年は特別指定選手として出場。

| 国際大会個人成績 | 国際大会個人成績 | 国際大会個人成績 | 国際大会個人成績 | 国際大会個人成績 | FIFA      | FIFA      |
| 年度             | クラブ           | 背番号           | 出場             | 得点             | 出場      | 得点      |
| AFC              | AFC              | AFC              | ACL              | ACL              | クラブW杯 | クラブW杯 |
| ---------------- | ---------------- | ---------------- | ---------------- | ---------------- | --------- | --------- |
| 2010             | 広島             | 23               | 2                | 0                | -         | -         |
| 2012             | 広島             | 20               | -                | -                | 1         | 0         |
| 2013             | 広島             | 20               | 4                | 0                | -         | -         |
| 通算             | AFC              | AFC              | 6                | 0                | 1         | 0         |

その他の公式戦
- 2013年
  - XEROX SUPER CUP 1試合0得点

出場歴
- リーグ戦初出場：2008年8月17日J2第31節対セレッソ大阪戦（長居スタジアム）
  - 85分倉本崇史に代わり途中出場
- プロ公式戦初出場：2010年4月13日 AFCチャンピオンズリーグ2010グループリーグ第5節山東魯能泰山戦（山東省体育中心体育場）
  - 72分山岸智に代わり途中出場
- プロ公式戦初得点：2012年11月24日J1第33節対セレッソ大阪戦（広島ビッグアーチ）
  - 先発出場、50分ゴール、71分ファン・ソッコと途中交代

## タイトル

### クラブ
サンフレッチェ広島
- Jリーグ ディビジョン1：1回（2012年）
- ゼロックススーパーカップ：1回（2013年）

## 代表歴
- 2008年：全日本大学選抜